# Tjällmo-Godegårds OK
Tjällmo-Godegårds OK bildades i januari 1955 då orienterare från Tjällmo IF och orienterare i Godegård bildade en specialklubb. Idag bedrivs den största verksamheten i Borensberg och i Tjällmo. Klubben äger två klubbstugor; Trädgårdstorp i Borensberg samt Hagstugan i Tjällmo. 
Klubben arrangerar varje år ett antal orienteringstävlingar, de största på senare år är Götalandsmästerskapen 2003, Svenska mästerskapen för ungdomar 2005, medarrangör i O-Ringen 5-dagars 2007 samt medarrangör för 10Mila 2012 där klubben bar huvudansvaret för kartan och banläggningen, samt uppbyggnaden av arenan. 2017 arrangerades svenska mästerskapen för veteraner tillsammans med Motala AIFs orienteringslag.
Klubben bedriver också tävlingsverksamhet och är oftast representerade på de stora stafetter i Sverige och internationellt såsom 25-manna, 10-mila och Jukolakavlen.